# Балашевич Карпо
Балашевич Карпо (Карп) Йосипович (? — 1735?) — відомий людвисар  у місті Глухові. Син Йосипа Балашевича — гарматного майстра. Діяльність у 1699–1717 роках. Мав власну ливарню, виготовляв дзвони й гармати.
Найбільш відомі роботи — дзвін 1699 року, виготовлений на замовлення Івана Мазепи — так званий Мазепин дзвін й багато оздоблена гармата полковника М. Милорадовича.